# Liste der Nummer-eins-Hits in Neuseeland (1975)
Dies ist eine Liste der Nummer-eins-Hits in Neuseeland im Jahr 1975. Sie basiert auf den offiziellen Single und Albums Top 40, die im Auftrag der NZFPI, dem neuseeländischen Vertreter der IFPI, ermittelt werden. Am 2. Mai wurden erstmals die offiziellen National Sales Charts (mit Angabe der Vorwochenplatzierung) veröffentlicht. Zuvor hatte es schon inoffizielle Singlecharts gegeben, es waren aber die ersten landesweiten Albumcharts. Die Chartausgaben vom 19. bis 25. Dezember waren die letzten des Jahres. Danach gab es eine Pause, in der die Chartwochen nicht fortgezählt wurden. Erst am 30. Januar 1976 gab es die nächsten Chartlisten.

## Singles
| | Liste der Nummer-eins-Hits in Neuseeland | Liste der Nummer-eins-Hits in Neuseeland | Liste der Nummer-eins-Hits in Neuseeland                                                              | 1976 →                    |
| \| Zeitraum \| Wo. ges. \| Interpret \| Titel Autor(en) \| Zusätzliche Informationen \| \| (Zeitraum, Wochen auf Platz eins, Interpret, Titel, Autor[en], zusätzliche Informationen) \| \| \| \| \| \| ----------------------------------------------------------------------------------------- \| -------- \| ---------------------- \| ----------------------------------------------------------------------------------------------------- \| ------------------------- \| \| 25. April 1975 – 1. Mai 1975 1 Woche (insgesamt 5) \| 5 \| Frankie Valli \| My Eyes Adored You Bob Crewe, Kenny Nolan \| – \| \| 2. Mai 1975 – 8. Mai 1975 1 Woche \| 1 \| Helen Reddy \| Free and Easy Véronique Marie Line Sanson \| – \| \| 9. Mai 1975 – 5. Juni 1975 4 Wochen (insgesamt 5) \| 5 \| Frankie Valli \| My Eyes Adored You Bob Crewe, Kenny Nolan \| – \| \| 6. Juni 1975 – 26. Juni 1975 3 Wochen (insgesamt 6) \| 6 \| Bob Hudson \| The Newcastle Song Bob Hudson \| – \| \| 27. Juni 1975 – 3. Juli 1975 1 Woche (insgesamt 3) \| 3 \| Mark Williams \| Yesterday Was Just the Beginning of My Life Harry Vanda, George Redburn Young \| – \| \| 4. Juli 1975 – 10. Juli 1975 1 Woche (insgesamt 6) \| 6 \| Bob Hudson \| The Newcastle Song Bob Hudson \| – \| \| 11. Juli 1975 – 24. Juli 1975 2 Wochen (insgesamt 3) \| 3 \| Mark Williams \| Yesterday Was Just the Beginning of My Life Harry Vanda, George Redburn Young \| – \| \| 25. Juli 1975 – 31. Juli 1975 1 Woche (insgesamt 6) \| 6 \| Bob Hudson \| The Newcastle Song Bob Hudson \| – \| \| 1. August 1975 – 7. August 1975 1 Woche (insgesamt 5) \| 5 \| George Baker Selection \| Paloma Blanca Johannes Bouwens \| – \| \| 8. August 1975 – 14. August 1975 1 Woche (insgesamt 6) \| 6 \| Bob Hudson \| The Newcastle Song Bob Hudson \| – \| \| 15. August 1975 – 28. August 1975 2 Wochen (insgesamt 5) \| 5 \| George Baker Selection \| Paloma Blanca Johannes Bouwens \| – \| \| 29. August 1975 – 4. September 1975 1 Woche \| 1 \| ABBA \| I Do, I Do, I Do, I Do, I Do Benny Goran Bror Andersson, Stig Erik Leopold Anderson, Björn K. Ulvaeus \| – \| \| 5. September 1975 – 18. September 1975 2 Wochen (insgesamt 5) \| 5 \| George Baker Selection \| Paloma Blanca Johannes Bouwens \| – \| \| 19. September 1975 – 20. November 1975 9 Wochen (insgesamt 12) \| 12 \| Freddy Fender \| Wasted Days and Wasted Nights Wayne M. Duncan, Freddy Fender \| – \| \| 21. November 1975 – 4. Dezember 1975 2 Wochen \| 2 \| Johnny Nash \| Tears on My Pillow Ernie Smith \| – \| \| 5. Dezember 1975 – 25. Dezember 1975 3 Wochen (insgesamt 12) \| 12 \| Freddy Fender \| Wasted Days and Wasted Nights Wayne M. Duncan, Freddy Fender \| – \| |                                          |                                          | |                           |
| |                                          |                                          | | → 1976 →                  |
| Zeitraum | Wo. ges.                                 | Interpret                                | Titel Autor(en)                                                                                       | Zusätzliche Informationen |
| (Zeitraum, Wochen auf Platz eins, Interpret, Titel, Autor[en], zusätzliche Informationen) |                                          |                                          | |                           |
| 25. April 1975 – 1. Mai 1975 1 Woche (insgesamt 5) | 5                                        | Frankie Valli                            | My Eyes Adored You Bob Crewe, Kenny Nolan                                                             | –                         |
| 2. Mai 1975 – 8. Mai 1975 1 Woche | 1                                        | Helen Reddy                              | Free and Easy Véronique Marie Line Sanson                                                             | –                         |
| 9. Mai 1975 – 5. Juni 1975 4 Wochen (insgesamt 5) | 5                                        | Frankie Valli                            | My Eyes Adored You Bob Crewe, Kenny Nolan                                                             | –                         |
| 6. Juni 1975 – 26. Juni 1975 3 Wochen (insgesamt 6) | 6                                        | Bob Hudson                               | The Newcastle Song Bob Hudson                                                                         | –                         |
| 27. Juni 1975 – 3. Juli 1975 1 Woche (insgesamt 3) | 3                                        | Mark Williams                            | Yesterday Was Just the Beginning of My Life Harry Vanda, George Redburn Young                         | –                         |
| 4. Juli 1975 – 10. Juli 1975 1 Woche (insgesamt 6) | 6                                        | Bob Hudson                               | The Newcastle Song Bob Hudson                                                                         | –                         |
| 11. Juli 1975 – 24. Juli 1975 2 Wochen (insgesamt 3) | 3                                        | Mark Williams                            | Yesterday Was Just the Beginning of My Life Harry Vanda, George Redburn Young                         | –                         |
| 25. Juli 1975 – 31. Juli 1975 1 Woche (insgesamt 6) | 6                                        | Bob Hudson                               | The Newcastle Song Bob Hudson                                                                         | –                         |
| 1. August 1975 – 7. August 1975 1 Woche (insgesamt 5) | 5                                        | George Baker Selection                   | Paloma Blanca Johannes Bouwens                                                                        | –                         |
| 8. August 1975 – 14. August 1975 1 Woche (insgesamt 6) | 6                                        | Bob Hudson                               | The Newcastle Song Bob Hudson                                                                         | –                         |
| 15. August 1975 – 28. August 1975 2 Wochen (insgesamt 5) | 5                                        | George Baker Selection                   | Paloma Blanca Johannes Bouwens                                                                        | –                         |
| 29. August 1975 – 4. September 1975 1 Woche | 1                                        | ABBA                                     | I Do, I Do, I Do, I Do, I Do Benny Goran Bror Andersson, Stig Erik Leopold Anderson, Björn K. Ulvaeus | –                         |
| 5. September 1975 – 18. September 1975 2 Wochen (insgesamt 5) | 5                                        | George Baker Selection                   | Paloma Blanca Johannes Bouwens                                                                        | –                         |
| 19. September 1975 – 20. November 1975 9 Wochen (insgesamt 12) | 12                                       | Freddy Fender                            | Wasted Days and Wasted Nights Wayne M. Duncan, Freddy Fender                                          | –                         |
| 21. November 1975 – 4. Dezember 1975 2 Wochen | 2                                        | Johnny Nash                              | Tears on My Pillow Ernie Smith                                                                        | –                         |
| 5. Dezember 1975 – 25. Dezember 1975 3 Wochen (insgesamt 12) | 12                                       | Freddy Fender                            | Wasted Days and Wasted Nights Wayne M. Duncan, Freddy Fender                                          | –                         |

## Alben
| | Liste der Nummer-eins-Hits in Neuseeland | Liste der Nummer-eins-Hits in Neuseeland | Liste der Nummer-eins-Hits in Neuseeland                                | 1976 →                    |
| \| Zeitraum \| Wo. ges. \| Interpret \| Titel \| Zusätzliche Informationen \| \| (Zeitraum, Wochen auf Platz eins, Interpret, Titel, zusätzliche Informationen) \| \| \| \| \| \| ------------------------------------------------------------------------------ \| -------- \| --------------- \| ----------------------------------------------------------------------- \| ------------------------- \| \| 25. April 1975 – 1. Mai 1975 1 Woche \| 1 \| Elton John \| Greatest Hits \| – \| \| 2. Mai 1975 – 29. Mai 1975 4 Wochen \| 4 \| Bob Dylan \| Blood on the Tracks \| – \| \| 30. Mai 1975 – 12. Juni 1975 2 Wochen (insgesamt 4) \| 4 \| Rick Wakeman \| The Myths and Legends of King Arthur and the Knights of the Round Table \| – \| \| 13. Juni 1975 – 19. Juni 1975 1 Woche (insgesamt 2) \| 2 \| John Denver \| An Evening with John Denver \| – \| \| 20. Juni 1975 – 26. Juni 1975 1 Woche (insgesamt 4) \| 4 \| Rick Wakeman \| The Myths and Legends of King Arthur and the Knights of the Round Table \| – \| \| 27. Juni 1975 – 3. Juli 1975 1 Woche (insgesamt 2) \| 2 \| John Denver \| An Evening with John Denver \| – \| \| 4. Juli 1975 – 7. August 1975 5 Wochen \| 5 \| Elton John \| Captain Fantastic and the Brown Dirt Cowboy \| – \| \| 8. August 1975 – 14. August 1975 1 Woche \| 1 \| Wings \| Venus and Mars \| – \| \| 15. August 1975 – 9. Oktober 1975 8 Wochen \| 8 \| Roger Whittaker \| The Very Best Of [MCPS] \| – \| \| 10. Oktober 1975 – 30. Oktober 1975 3 Wochen (insgesamt 6) \| 6 \| Helen Reddy \| Helen Reddy’s Greatest Hits \| – \| \| 31. Oktober 1975 – 20. November 1975 3 Wochen \| 3 \| Pink Floyd \| Wish You Were Here \| – \| \| 21. November 1975 – 11. Dezember 1975 3 Wochen (insgesamt 6) \| 6 \| Helen Reddy \| Helen Reddy’s Greatest Hits \| – \| \| 12. Dezember 1975 – 25. Dezember 1975 2 Wochen \| 2 \| Freddy Fender \| Before the Next Teardrop Falls \| – \| |                                          |                                          |                                                                         |                           |
| |                                          |                                          |                                                                         | → 1976 →                  |
| Zeitraum | Wo. ges.                                 | Interpret                                | Titel                                                                   | Zusätzliche Informationen |
| (Zeitraum, Wochen auf Platz eins, Interpret, Titel, zusätzliche Informationen) |                                          |                                          |                                                                         |                           |
| 25. April 1975 – 1. Mai 1975 1 Woche | 1                                        | Elton John                               | Greatest Hits                                                           | –                         |
| 2. Mai 1975 – 29. Mai 1975 4 Wochen | 4                                        | Bob Dylan                                | Blood on the Tracks                                                     | –                         |
| 30. Mai 1975 – 12. Juni 1975 2 Wochen (insgesamt 4) | 4                                        | Rick Wakeman                             | The Myths and Legends of King Arthur and the Knights of the Round Table | –                         |
| 13. Juni 1975 – 19. Juni 1975 1 Woche (insgesamt 2) | 2                                        | John Denver                              | An Evening with John Denver                                             | –                         |
| 20. Juni 1975 – 26. Juni 1975 1 Woche (insgesamt 4) | 4                                        | Rick Wakeman                             | The Myths and Legends of King Arthur and the Knights of the Round Table | –                         |
| 27. Juni 1975 – 3. Juli 1975 1 Woche (insgesamt 2) | 2                                        | John Denver                              | An Evening with John Denver                                             | –                         |
| 4. Juli 1975 – 7. August 1975 5 Wochen | 5                                        | Elton John                               | Captain Fantastic and the Brown Dirt Cowboy                             | –                         |
| 8. August 1975 – 14. August 1975 1 Woche | 1                                        | Wings                                    | Venus and Mars                                                          | –                         |
| 15. August 1975 – 9. Oktober 1975 8 Wochen | 8                                        | Roger Whittaker                          | The Very Best Of [MCPS]                                                 | –                         |
| 10. Oktober 1975 – 30. Oktober 1975 3 Wochen (insgesamt 6) | 6                                        | Helen Reddy                              | Helen Reddy’s Greatest Hits                                             | –                         |
| 31. Oktober 1975 – 20. November 1975 3 Wochen | 3                                        | Pink Floyd                               | Wish You Were Here                                                      | –                         |
| 21. November 1975 – 11. Dezember 1975 3 Wochen (insgesamt 6) | 6                                        | Helen Reddy                              | Helen Reddy’s Greatest Hits                                             | –                         |
| 12. Dezember 1975 – 25. Dezember 1975 2 Wochen | 2                                        | Freddy Fender                            | Before the Next Teardrop Falls                                          | –                         |

## Jahreshitparaden
| ← 1974 ← | Liste der Nummer-eins-Hits in Neuseeland | Liste der Nummer-eins-Hits in Neuseeland             | Liste der Nummer-eins-Hits in Neuseeland | 1976 →   |
| \| Singles \| Position# \| Alben \| \| ---------------------------------------------------------------------------------------------------------- \| --------- \| ---------------------------------------------------- \| \| Before the Next Teardrop Falls Freddy Fender Vivian Keith, Ben Peters \| 1 \| The Dark Side of the Moon Pink Floyd \| \| Wasted Days and Wasted Nights Freddy Fender Wayne M. Duncan, Freddy Fender \| 2 \| Atlantic Crossing Rod Stewart \| \| The Newcastle Song Bob Hudson \| 3 \| Crime of the Century Supertramp \| \| Paloma Blanca George Baker Selection Johannes Bouwens \| 4 \| Hot August Night Neil Diamond \| \| My Eyes Adored You Frankie Valli Bob Crewe, Kenny Nolan \| 5 \| Greatest Hits (First Impressions) Olivia Newton-John \| \| I Do, I Do, I Do, I Do, I Do ABBA Benny Goran Bror Andersson, Stig Erik Leopold Anderson, Björn K. Ulvaeus \| 6 \| An Evening with John Denver John Denver \| \| The Last Farewell Roger Whittaker Musik: Roger Whittaker; Text: Ronald Arthur Webster \| 7 \| Goodbye Yellow Brick Road Elton John \| \| Yesterday Was Just the Beginning of My Life Mark Williams Harry Vanda, George Redburn Young \| 8 \| Greatest Hits Elton John \| \| Rhinestone Cowboy Glen Campbell Larry Weiss \| 9 \| History: America’s Greatest Hits America \| \| Chevy Van Sammy Johns \| 10 \| ABBA \| |                                          |                                                      |                                          |          |
| ← 1974 |                                          |                                                      |                                          | → 1976 → |
| Singles | Position#                                | Alben                                                |                                          |          |
| Before the Next Teardrop Falls Freddy Fender Vivian Keith, Ben Peters | 1                                        | The Dark Side of the Moon Pink Floyd                 |                                          |          |
| Wasted Days and Wasted Nights Freddy Fender Wayne M. Duncan, Freddy Fender | 2                                        | Atlantic Crossing Rod Stewart                        |                                          |          |
| The Newcastle Song Bob Hudson | 3                                        | Crime of the Century Supertramp                      |                                          |          |
| Paloma Blanca George Baker Selection Johannes Bouwens | 4                                        | Hot August Night Neil Diamond                        |                                          |          |
| My Eyes Adored You Frankie Valli Bob Crewe, Kenny Nolan | 5                                        | Greatest Hits (First Impressions) Olivia Newton-John |                                          |          |
| I Do, I Do, I Do, I Do, I Do ABBA Benny Goran Bror Andersson, Stig Erik Leopold Anderson, Björn K. Ulvaeus | 6                                        | An Evening with John Denver John Denver              |                                          |          |
| The Last Farewell Roger Whittaker Musik: Roger Whittaker; Text: Ronald Arthur Webster | 7                                        | Goodbye Yellow Brick Road Elton John                 |                                          |          |
| Yesterday Was Just the Beginning of My Life Mark Williams Harry Vanda, George Redburn Young | 8                                        | Greatest Hits Elton John                             |                                          |          |
| Rhinestone Cowboy Glen Campbell Larry Weiss | 9                                        | History: America’s Greatest Hits America             |                                          |          |
| Chevy Van Sammy Johns | 10                                       | ABBA                                                 |                                          |          |